# استیوردالزهالسن
استیوردالزهالسن (به لاتین: Stjørdalshalsen) یک منطقهٔ مسکونی در نروژ است که در استیوردال واقع شده‌است. استیوردالزهالسن ۶٫۸۱ کیلومتر مربع مساحت و ۱۳٬۰۳۲ نفر جمعیت دارد و ۹ متر بالاتر از سطح دریا واقع شده‌است.

## نگارخانه

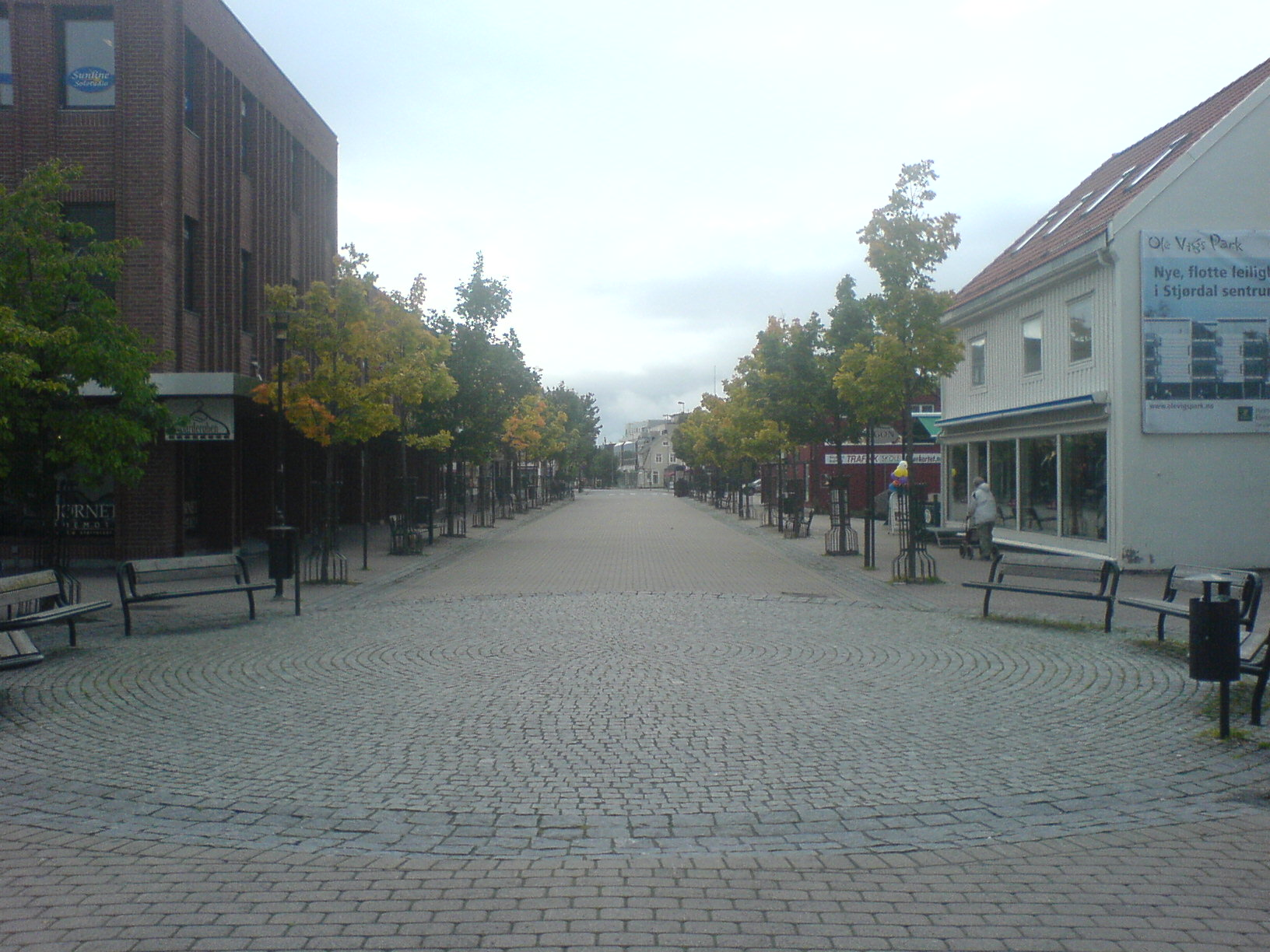
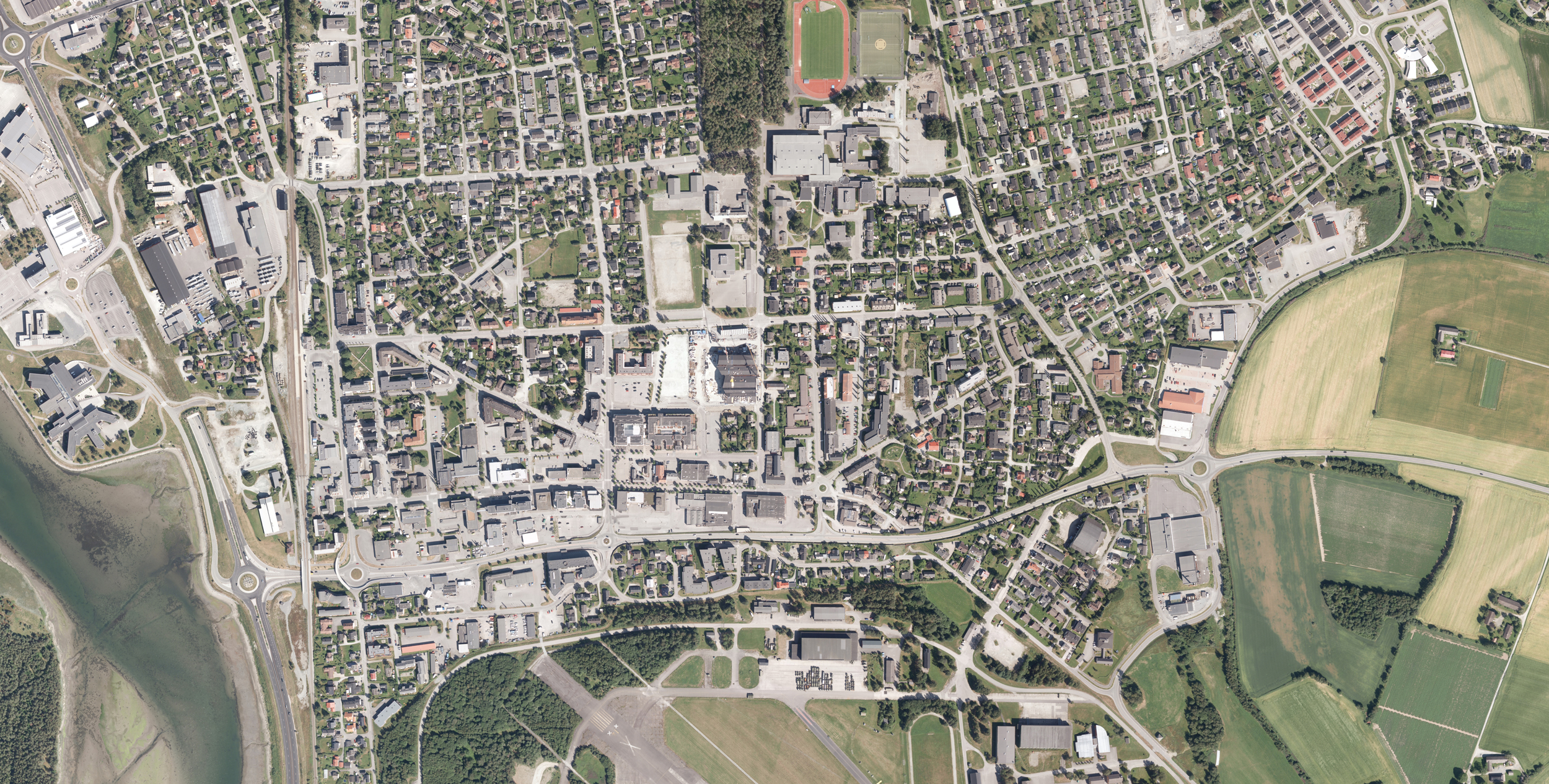
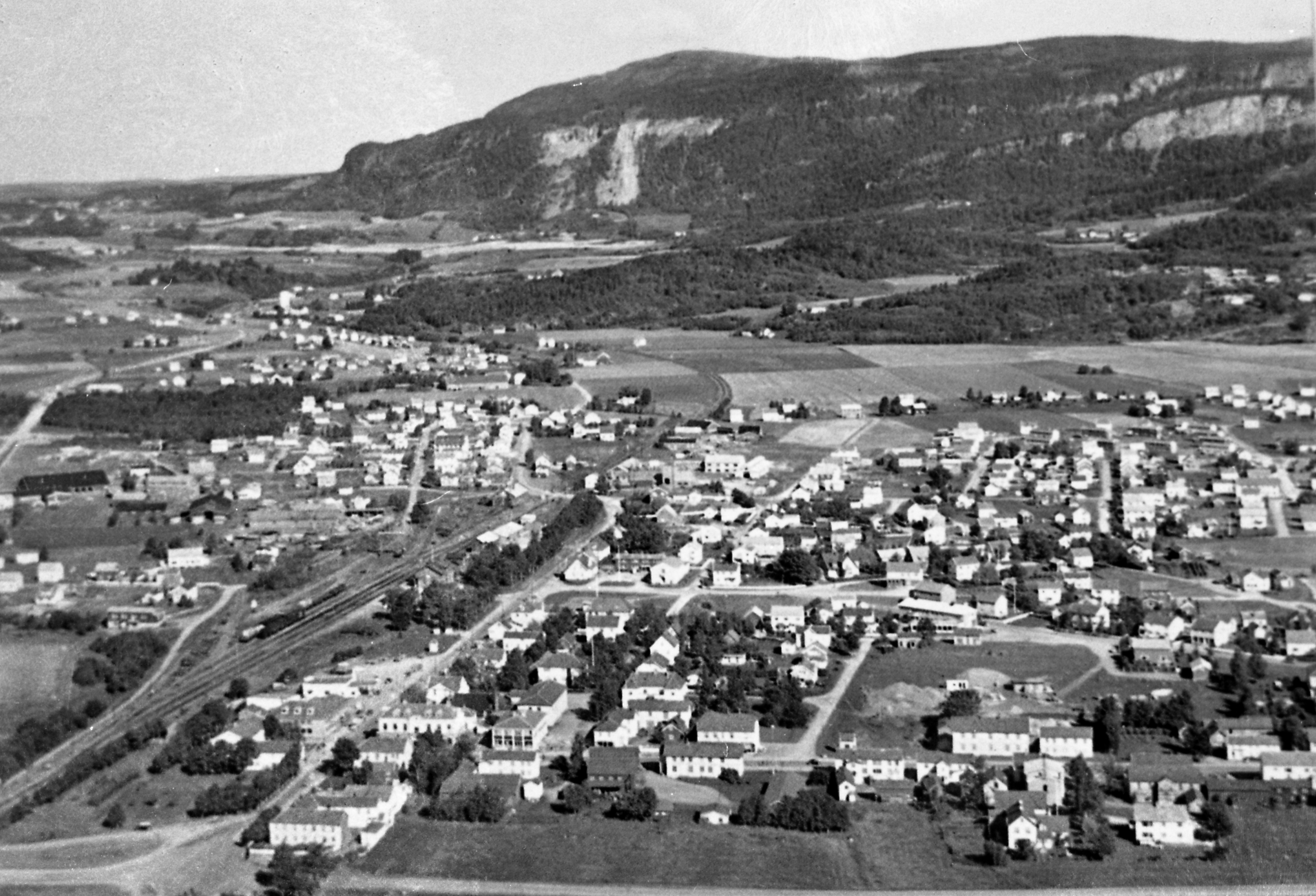
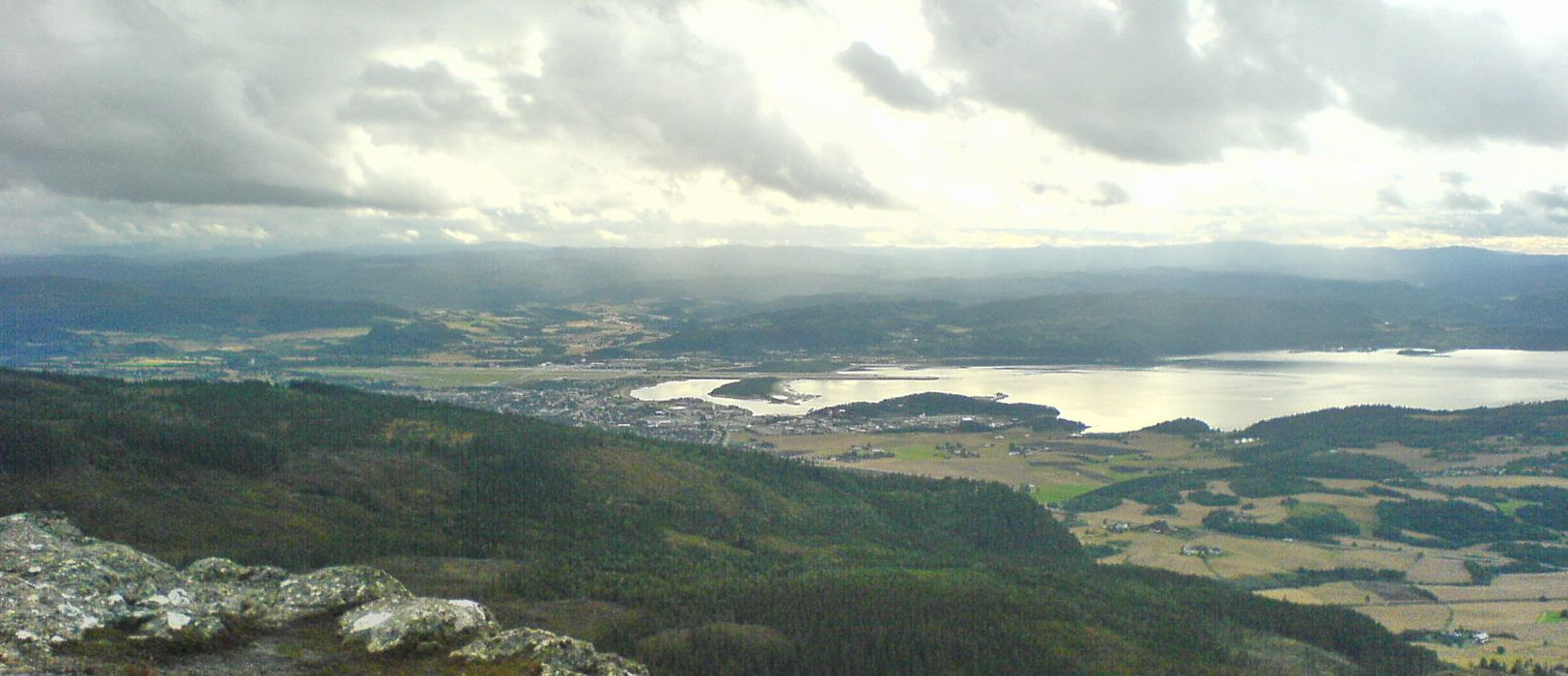
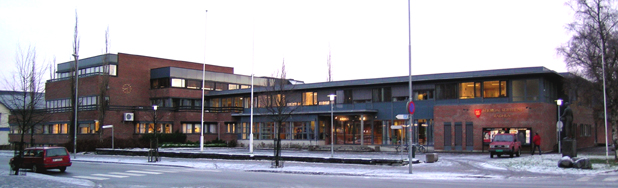